# Camellia kwangsiensis
Camellia kwangsiensis är en tvåhjärtbladig växtart som beskrevs av Hung T. Chang. Camellia kwangsiensis ingår i släktet Camellia och familjen Theaceae. Utöver nominatformen finns också underarten C. k. kwangnanica.